# Les Plans, Hérault
Les Plans är en kommun i departementet Hérault i regionen Occitanien i södra Frankrike. Kommunen ligger i kantonen Lodève som tillhör arrondissementet Lodève. År 2022 hade Les Plans 317 invånare.

## Befolkningsutveckling
Antalet invånare i kommunen Les Plans
Referens:INSEE